# Joan Francés Blader
Joan Francés Blader (occità: Joan Francés Bladèr)  (Leitora, 15 de novembre de 1827 - 8è districte de París, 30 d'abril de 1900) fou un magistrat occità, escriptor en occità i francès. Felibre major (occità: majorau deu felibritge), va recollir contes tradicionals gascons de les comarques de Leitora, Agenès, la Regió d'Armanyac i la vall deCampan. És l'autor de la major obra en gascó i occità: els Contes de Gasconha.
Fill del notari Joseph-Marie Bladé i Adèle-Marie Liaubon, va créixer en un entorn en què aviat va conèixer els contes de fades sud-francesos de Gasconia per la seva àvia paterna, Marie de Lacaze de Sainte Radegonde, i la seva àvia materna Marie Couture de Bordeus. Al mateix temps, aquestes experiències infantils es van complementar amb els contes de fades dels treballadors i les criades de pagès. En la introducció de la primera col·lecció de contes de fades, Blade recorda especialment un narrador: el pare Cazaux. Va passar la seva infància i joventut a Leitora. A partir de 1850, va estudiar dret a la Sorbona de París. El seu talent lingüístic va fer que es convertís en una celebritat als cafès i pubs d'estudiants parisencs, on va conèixer Charles Baudelaire i Anatole France. El 1855, tornà a Leitora i s'hi instal·là com a advocat. Des del 1866, fou també jutge adjunt i va començar a dedicar-se novament als seus interessos literaris. Va participar en investigacions locals i folklòriques.
El 1867, va publicar els primers resultats de les seves col·leccions etnològiques en revistes, calendaris i llibrets. Això va donar lloc a correspondència amb estudiosos com Reinhold Köhler i Gaston Paris. La seva primera gran publicació va aparèixer en tres volums amb el títol Poésies populaires de la Gascogne. El 1886, va publicar la col·lecció de contes de fades de tres volums: Contes populaires de la Gascogne. Va complementar els seus estudis etnològics amb investigacions científiques com una dissertació sobre les cançons heroiques dels bascos i un estudi, el 1869, sobre l'origen dels bascos "Etude sur l'origine des basques".
El 1875 va publicar una obra sobre les Valls d'Andorra: Études Géographiques sur la Vallée d'Andorre, dedicada a Antoni Fiter i Rossell, incloent un mapa revisat a partir del publicat per Lluis Dalmau, el 1849, a Història de la República d'Andorra.
El 30 d'abril de 1900, va morir inesperadament als setanta-tres anys. La seva reneboda li va dedicar una biografia.